# Djupsjön (Lillhärdals socken, Härjedalen)
Djupsjön är en sjö i Härjedalens kommun i Härjedalen och ingår i Ljusnans huvudavrinningsområde. Sjön har en area på 0,0797 kvadratkilometer och ligger 641,3 meter över havet.

## Delavrinningsområde
Djupsjön ingår i det delavrinningsområde (687700-138398) som SMHI kallar för Mynnar i 687318-138750. Medelhöjden är 631 meter över havet och ytan är 14 kvadratkilometer. Det finns inga avrinningsområden uppströms utan avrinningsområdet är högsta punkten. Vattendraget som avvattnar avrinningsområdet har biflödesordning 5, vilket innebär att vattnet flödar genom totalt 5 vattendrag innan det når havet efter 313 kilometer. Avrinningsområdet består mestadels av skog (78 procent) och sankmarker (19 procent). Avrinningsområdet har 0,08 kvadratkilometer vattenytor vilket ger det en sjöprocent på 0,6 procent.